# Geocaching
Geocaching é um passatempo e desporto de ar livre no qual se utiliza um receptor de navegação por satélite, como o GPS, para encontrar uma "geocache" (ou simplesmente "cache") colocada em qualquer local do mundo. Uma cache típica é uma pequena caixa (ou tupperware), fechada e à prova de água, que contém um livro de registro e alguns objectos, como canetas, afia-lápis, moedas ou bonecos para troca.
A actividade de geocaching tornou-se possível devido ao fim da imposição da degradação do sinal do sistema GPS denominado Selective Availability em 1 de Maio de 2000. A primeira colocação de uma cache com auxílio de GPS ocorreu em 3 de Maio de 2000 por Dave Ulmer. A localização foi anunciada no newsgroup sci.geo.satellite-nav. Três dias depois tinha sido encontrada duas vezes e registada uma vez.
O Geocaching tornou-se então popular, com um significativo crescimento em todo o mundo. Em 29 de Novembro de 2009 contavam-se 948 950 caches activas em 221 países. Em 31 de Dezembro de 2010 contavam-se 1 265 747 caches activas em 221 países. O que regista um aumento de 316 797 caches em pouco mais de um ano. Todos estes números são anunciados no maior site dedicado ao jogo, o geocaching.com, embora existam outras páginas dedicadas ao jogo, mas com muito menor número de registos.
Geocacher é o termo usado para quem participa nesta actividade lúdica.

## Geocaches

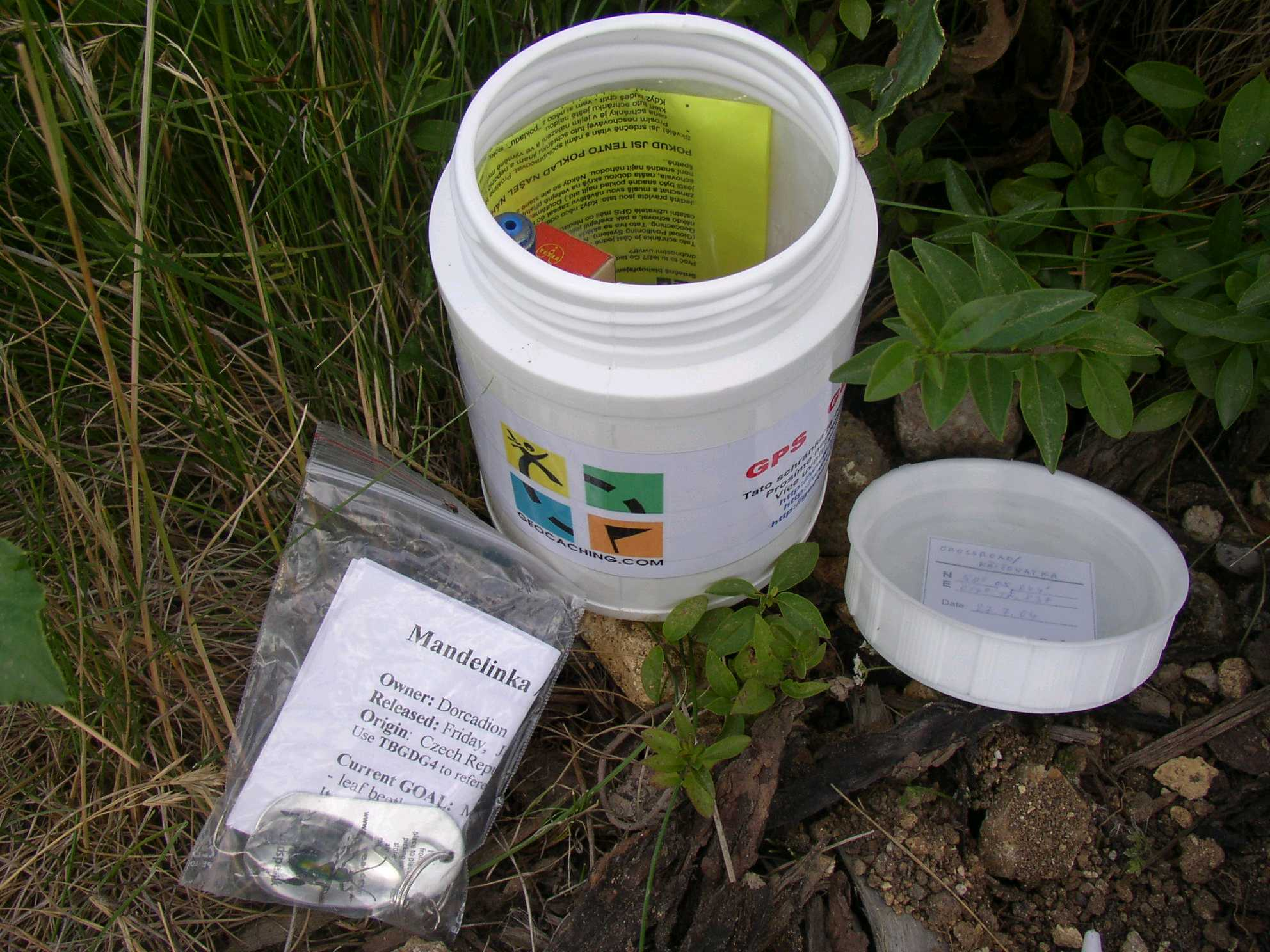
Um exemplo de geocache

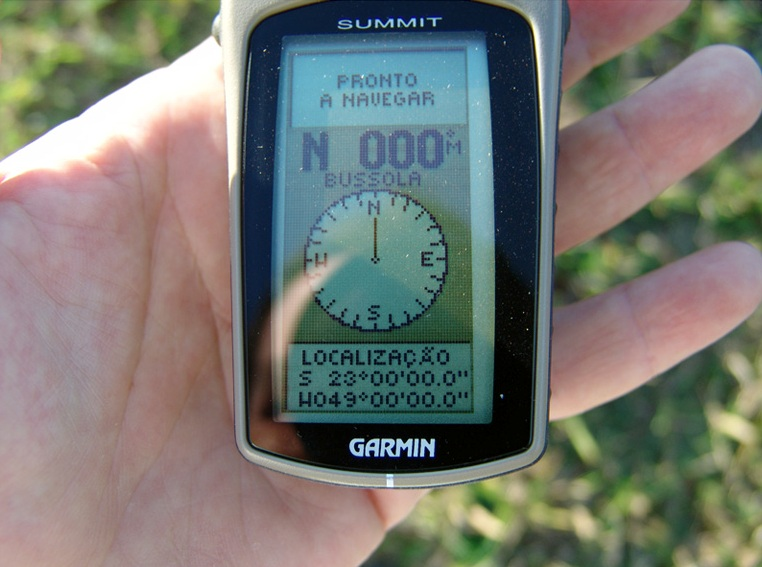
GPS usado no "jogo" com bússola e altímetro.

Numa cache tradicional, um geocacher coloca um livro de registos, caneta ou lápis e os pequenos tesouros, num saco à prova de água, e depois anota as coordenadas WGS84 (latitude e longitude) da cache. Estas, em conjunto com outra informação sobre o local do esconderijo, são publicadas na Internet. Os outros geocachers, os descobridores, lêem essa página e, com receptores GPS, procuram-na.  Quando o conseguem, registam o achado na mesma página. Os Geocachers são livres de colocar ou retirar objectos da cache, normalmente por troca de coisas de pequeno valor, de modo a haver sempre qualquer recordação para trazer.
Algumas caches contêm o que se chama de "travel bugs" ou "geocoins" - objectos que se deverão mover de cache em cache, e cujos percursos são registados online.
Algumas variações:
- Micro-cache: pequena caixa onde quase só cabe o livro de registo - as mais comuns são caixas de rolo fotográfico 35mm;
- Multi-cache: necessita de uma visita a um ou mais pontos intermédios para determinar as coordenadas da cache final;
- Cache-mistério: necessita que o geocacher resolva um puzzle para encontrá-la;
- Cache-evento: um encontro de geocachers;
- Virtual: local a visitar sem caixas escondidas mas que supostamente deve ter algo bonito ou interessante. A visita terá que ser provada através da revelação de algo que garanta que o geocacher esteve presente;
- EarthCache - Uma EarthCache é um lugar especial que as pessoas podem visitar para aprenderem mais sobre a ciência e os fenómenos naturais do nosso planeta. As páginas das EarthCache incluem um conjunto de explicações, juntamente com coordenadas do local a visitar. Ao visitarmos as EarthCaches podemos observar como o planeta foi formado por processos geológicos ao longo dos anos, como lidamos com os seus recursos naturais e é um local onde os cientistas conseguem reunir informações sobre a formação da Terra. Para mais informações sobre as EarthCaches, visitem earthcache.org

## Geocaching como um desporto
Muita gente, incluindo os geocachers, tem dúvidas em classificar o geocaching. Existem várias interpretações: desporto, caça, jogo, atividade ou apenas uma razão para dar uns passeios. O certo é que o geocaching pode obrigar a um esforço físico significativo dependendo da localização da geocache escondida, podendo exigir equipamento especial (material técnico de escalada, ou de mergulho, por exemplo). Mesmo assim, não deixa de ser acessível a todos. As geocaches são classificadas de 1 a 5 consoante o seu nível de dificuldade (esforço total necessário para a encontrar) e igualmente de 1 a 5 consoante a complexidade do terreno e do acesso ao local específico. O grau de dificuldade varia grandemente, havendo desde caches escondidas em parques públicos, monumentos, cidades até altas montanhas, desertos e mesmo na Antárctida. Deste modo cabe a cada um, decidir o tipo de cache que mais se adequada à sua condição física e ao tempo que pretende despender, pois existem cache que podem demoram 3 minutos a encontrar e outras que chegam a demorar horas.

## Geocaching e o ambiente
Uma das características que diferencia o geocaching de outras actividades é o esforço feito no sentido de preservar a natureza e criar consciência ambientalista. Para tal, é normalmente pedido aos utilizadores que removam algum lixo das áreas onde praticam geocaching ("Cache In, Trash Out" - CITO) e que deixem as áreas visitadas iguais ou em melhor estado que as encontraram ("Leave No Trace", "Take Nothing But Photos, Leave Nothing But Footsteps"). É usual também a realização de eventos CITO que envolvem milhares de geocachers em todo o mundo limpando uma área em particular.[carece de fontes?]

## Eventos
Estes visam quase sempre uma comemoração, uma actividade física ou apenas encontros "meetup" para trocar experiências e histórias passadas .

## Geocaching nos países lusófonos
Número de caches presentes em países lusófonos num período de um ano:
| País                | 31 de Dezembro de 2010 | 31 de Dezembro de 2011 | Diferença |
| ------------------- | ---------------------- | ---------------------- | --------- |
| Angola              | 17 caches              | 18 caches              | 1         |
| Brasil              | 689 caches             | 861 caches             | 172       |
| Cabo Verde          | 16 caches              | 20 caches              | 4         |
| Guiné-Bissau        | 0 caches               | 0 caches               | 0         |
| Macau               | 10 caches              | 8 caches               | −2        |
| Moçambique          | 27 caches              | 26 caches              | −1        |
| Portugal            | 8 612 caches           | 13 833 caches          | 5 221     |
| São Tomé e Príncipe | 2 caches               | 3 caches               | 1         |
| Timor-Leste         | 17 caches              | 27 caches              | 10        |